# Gaspard y Lisa
Gaspard y Lisa (Gaspard and Lisa en inglés) es una serie realizada en 3D, fue basada por los libros de Anne Gutman y Georg Hallensleben y producida por Chorion y Disney Enterprises, Inc., se trata de dos pequeños perritos quienes son mejores amigos y se acompañan juntos en sus aventuras. Cuándo a Gaspard y Lisa algo les sale mal, ambos dicen al unísono Oh oh...¡catástrofe! y cuándo algo les sale bien ambos dicen también al unísono ¡Sí, triunfamos!. La serie se ambienta en la ciudad de París, dónde los personajes principales y sus familias son animales que coexisten con humanos de carne y hueso.

## Personajes

### Principales

#### Animales
Familia de Gaspard
- Gaspard: Es un perro de 8 años humanos (8 meses años perros) y hermano menor de Carlos, es el mejor amigo de Lisa. De color negro, sus ojos son amarillos, su nariz es rosa, y viste una bufanda azul. Lleva a la escuela una gran mochila donde guarda muchas cosas que llegan a usar él y Lisa para arreglar algunas cosas. Se sienta junto a Lisa en clase. Es amable, gracioso, sentimental, ingenioso y a veces algo distraído.

- Carlos: hermano mayor de Gaspard de (13 años humanos) (12 meses años perros), usa unos audífonos en su cuello y a veces Gaspard le arruina sus intereses como pintar flores en su papalote amarillo y arruinar la foto familiar del aniversario de casamiento de sus padres y se enoja. Debido a su edad, Carlos no deja que Gaspard y/o Lisa le ayuden con sus actividades por considerarlos muy pequeños para poder hacerlas. Frecuentemente critica que lo que hacen Gaspard y Lisa son «cosas de niños».

- Papá de Gaspard: es el papá de Gaspard y Carlos, esposo de la mamá de Gaspard. tiene un trabajo y usa una corbata de rayas de azul cielo y azul marino y amigo del papá de Lisa.

- Mamá de Gaspard: es la mamá de Gaspard y Carlos, esposa del papá de Gaspard, es ama de casa, amiga de la mamá de Lisa y usa un collar de perlas moradas.

- Mami Matilde: abuela de Gaspard y la mamá del papá de Gaspard, ella vive en una casa azul (lejos de la ciudad de París) con su perro «Príncipe».

Familia de Lisa
- Lisa: Es una perra de 8 años humanos (8 meses años perros), hermana menor de Victoria y hermana mayor de Lila, es la mejor amiga de Gaspard. De color blanca, sus ojos y nariz son negros, y usa una bufanda roja. Es amable, graciosa y sentimental. Se sienta junto a Gaspard en la escuela. Ella es más centrada que Gaspard, sin dudar en ayudarlo cuándo tiene algún problema. A Lisa más le gusta cantar (y bailar, también). Lisa también suele hacerlo para levantarle el ánimo a Gaspard.

- Victoria: Es la hermana mayor de Lisa y Lila, tiene 11 años de edad (aunque se cree ser 16), usa una blusa rosa. Ve a Lisa, y por extensión a Gaspard, como niños muy pequeños, molestos e inmaduros. Es engreída, egoísta y vanidosa, siempre cree tener la razón, y piensa primero en ella misma antes que en los demás, en especial cuando se trata de algo relacionado con sus hermanas menores, solo le interesa quedar bien con los adultos para parecer un «angelito».

- Lila (supuestamente conocida como Leela): Es la hermana menor de Lisa y Victoria, es una bebé de un año, usa un vestido morado. En el episodio final de la serie, se narra la historia de cuándo Lila nació, y cómo Lisa al principio se sentía celosa pero luego empezó a quererla.

- Papá de Lisa: es el papá de Lisa y de sus dos hermanas, esposo de la mamá de Lisa, trabaja como carpintero, usa un saco gris y es amigo del papá de Gaspard.

- Mamá de Lisa: es la mamá de Lisa y de sus dos hermanas, esposa del papá de Lisa, es ama de casa, amiga de la mamá de Gaspard y usa un collar de color verde.

### Secundarios

#### Humanos
- Monsieur Hugo: es el hombre mayor aprox. de 50 años y vecino de la familia de Gaspard, el siempre vive solo, y tiene problemas con los dos amigos, desde niño él tenía un pájaro carpintero en su cabeza en su cumpleaños.

- Mademoiselle Malabi: es la maestra del tercer grado de Gaspard y Lisa. Tiene como de mascota un conejillo de indias hembra. En un episodio, alguien pregunta «¿quien son los mejores amigos por siempre?» y después Mademoiselle Malabi dice la respuesta «Gaspard... y Lisa» (esta también siendo el nombre de la serie animada "Gaspard y Lisa").

### Otros personajes
- Briosh: es una Conejillo de indias hembra de Mademoiselle Malabi.

- Cocoa: es un loro de color negro que le encanta las galletas saladas, antes en el desarrollo de un episodio que no podía volar que cuando era bebé y al final ya puede volar cuando creció, es del vendedor de la tienda de mascotas.

- Príncipe: es el perro de Mami Matilde, más probablemente un Labrador retriever.

- Pierre: es la rana del estanque de Mami Matilde, estaba metida en la mochila de Gaspard y en la cena con la familia de Lisa, salta en todas partes en la mesa de la cena y dejó todo un montón de desastre de la cena y la mamá de Gaspard sale riendo.

- Jean-Claude: es el perro de Mademoiselle Malabi, los dos llevan a conocer esta última.